# اورزیچه
شهر اورزیچه (به رومانیایی: Urziceni) در شهرستان یلومیتسا در کشور رومانی واقع شده‌است. جمعیت این شهر ۱۹٬۰۸۸ نفر  است.